# Ballspielverein Borussia 09 Dortmund 2010-2011
Questa voce raccoglie le informazioni riguardanti il Ballspielverein Borussia 09 Dortmund nelle competizioni ufficiali della stagione 2010-2011.

## Stagione
.

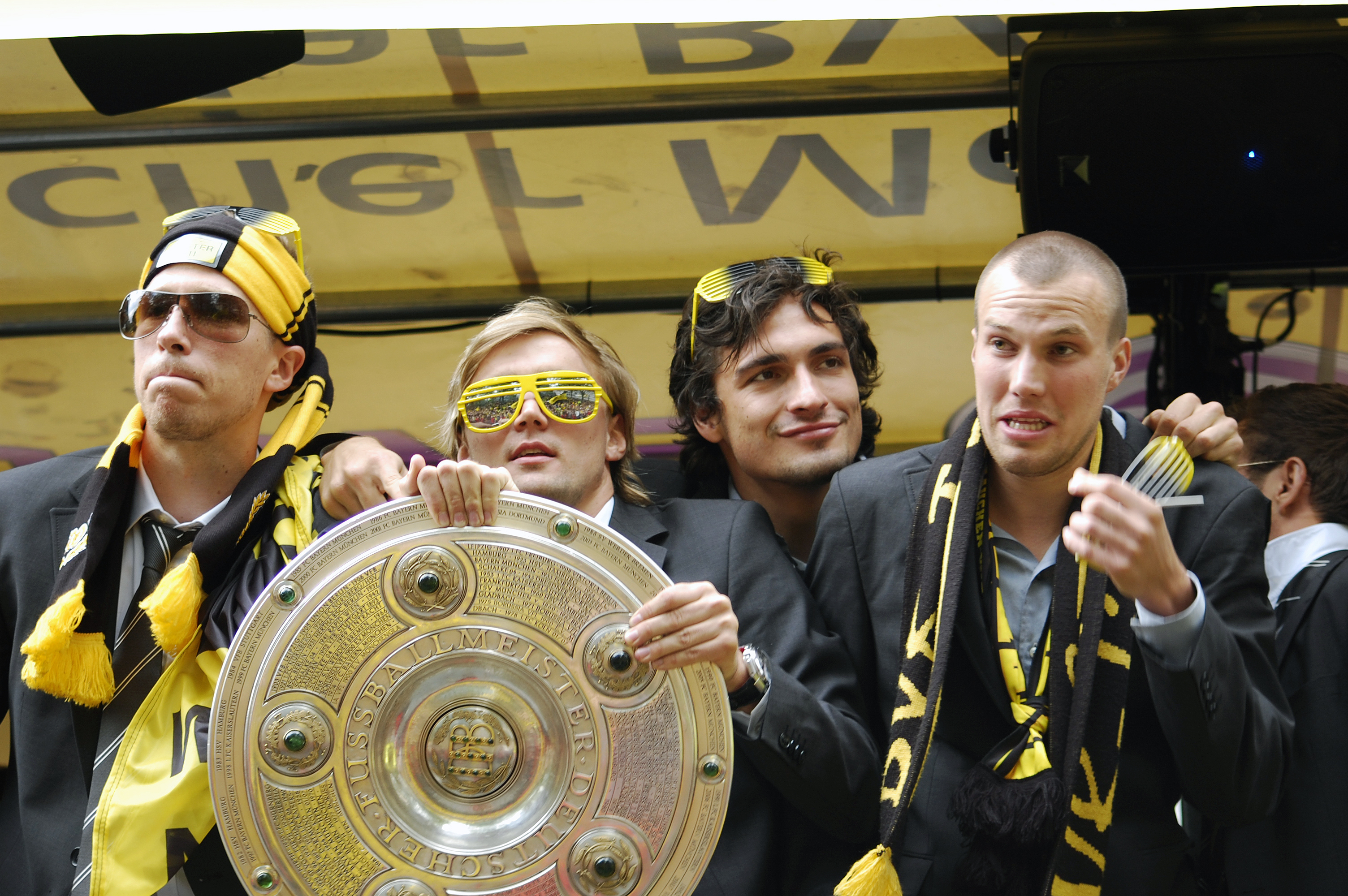
I giocatori del Borussia Dortmund festeggiano per la vittoria della Bundesliga nel 2011.

In questa stagione il Borussia Dortmund vince il campionato. La stagione inizia con una sconfitta casalinga alla prima giornata. I giallo-neri sono battuti dal Bayer Leverkusen, ma in seguito la squadra comincia una lunga serie di risultati positivi che la porta prima a superare alla decima giornata la sorpresa del torneo, il Magonza, ed in seguito ad accumulare un ampio margine di vantaggio grazie a una straordinaria serie positiva di quattordici vittorie ed un pareggio. Il primo importante risultato arriva il 4 dicembre 2010, quando il Dortmund si laurea campione d'inverno con tre giornate di anticipo, e infine il 30 aprile 2011, dopo nove anni di attesa, quando torna finalmente a vincere la Bundesliga grazie al successo per 2-0 sul Norimberga.

## Maglie e sponsor
| Casa Maglia | Casa Xmas | Trasferta Maglia |

## Rosa
| N. |                     | Ruolo | Calciatore                         |
| -- | ------------------- | ----- | ---------------------------------- |
| 1  | Germania (bandiera) | P     | Roman Weidenfeller (Vice-Capitano) |
| 2  | Germania (bandiera) | D     | Lasse Sobiech                      |
| 4  | Serbia (bandiera)   | D     | Neven Subotić                      |
| 5  | Germania (bandiera) | C     | Sebastian Kehl (capitano)          |
| 6  | Germania (bandiera) | C     | Florian Kringe                     |
| 7  | Polonia (bandiera)  | A     | Robert Lewandowski                 |
| 8  | Turchia (bandiera)  | C     | Nuri Şahin                         |
| 10 | Egitto (bandiera)   | A     | Mohamed Zidan                      |
| 13 | Francia (bandiera)  | A     | Damien Le Tallec                   |
| 14 | Germania (bandiera) | C     | Markus Feulner                     |
| 15 | Germania (bandiera) | D     | Mats Hummels                       |
| 16 | Polonia (bandiera)  | C     | Jakub Błaszczykowski               |
| 17 | Brasile (bandiera)  | D     | Dedê                               |
| 18 | Paraguay (bandiera) | C     | Lucas Barrios                      |
| 19 | Germania (bandiera) | A     | Kevin Großkreutz                   |

| N. |                      | Ruolo | Calciatore        |
| -- | -------------------- | ----- | ----------------- |
| 20 | Australia (bandiera) | P     | Mitchell Langerak |
| 22 | Germania (bandiera)  | C     | Sven Bender       |
| 23 | Giappone (bandiera)  | C     | Shinji Kagawa     |
| 25 | Germania (bandiera)  | D     | Patrick Owomoyela |
| 26 | Polonia (bandiera)   | D     | Łukasz Piszczek   |
| 27 | Brasile (bandiera)   | D     | Felipe Santana    |
| 28 | Germania (bandiera)  | A     | Daniel Ginczek    |
| 29 | Germania (bandiera)  | D     | Marcel Schmelzer  |
| 30 | Ungheria (bandiera)  | D     | Tamás Hajnal      |
| 31 | Germania (bandiera)  | C     | Mario Götze       |
| 32 | Brasile (bandiera)   | C     | Antônio da Silva  |
| 39 | Germania (bandiera)  | A     | Marco Stiepermann |
| 41 | Germania (bandiera)  | P     | Johannes Focher   |
| 44 | Germania (bandiera)  | D     | Marc Hornschuh    |

## Calciomercato

### Sessione estiva(dall'1/7 all'1/9)
| Acquisti | Acquisti           | Acquisti          | Acquisti                   |
| R.       | Nome               | da                | Modalità                   |
| -------- | ------------------ | ----------------- | -------------------------- |
| P        | Mitchell Langerak  | Melbourne Victory | definitivo (500 000 €)     |
| D        | Łukasz Piszczek    | Hertha Berlino    | svincolato                 |
| C        | Antônio da Silva   | Karlsruhe         | svincolato                 |
| C        | Florian Kringe     | Hertha Berlino    | fine prestito              |
| C        | Shinji Kagawa      | Cerezo Osaka      | definitivo (350 000 €)     |
| A        | Robert Lewandowski | Lech Poznań       | definitivo (4,7 milioni €) |

| Cessioni | Cessioni            | Cessioni         | Cessioni                   |
| R.       | Nome                | a                | Modalità                   |
| -------- | ------------------- | ---------------- | -------------------------- |
| P        | Marc Ziegler        | Stoccarda        | definitivo (300 000 €)     |
| P        | Marcel Höttecke     | Union Berlino    | svincolato                 |
| D        | Uwe Hünemeier       | Energie Cottbus  | definitivo (100 000 €)     |
| D        | Julian Koch         | Duisburg         | prestito (50 000 €)        |
| C        | Tinga               | Internacional    | svincolato                 |
| C        | Sebastian Tyrała    | Osnabrück        | svincolato                 |
| A        | Nelson Haedo Valdez | Hércules         | definitivo (3,5 milioni €) |
| A        | Dimităr Rangelov    | Maccabi Tel Aviv | prestito (200 000 €)       |

### Sessione invernale(dal 3/1 al 2/2)
| Acquisti | Acquisti       | Acquisti    | Acquisti               |
| R.       | Nome           | da          | Modalità               |
| -------- | -------------- | ----------- | ---------------------- |
| C        | Moritz Leitner | Monaco 1860 | definitivo (800 000 €) |

| Cessioni | Cessioni       | Cessioni       | Cessioni             |
| R.       | Nome           | a              | Modalità             |
| -------- | -------------- | -------------- | -------------------- |
| C        | Tamás Hajnal   | Stoccarda      | prestito             |
| C        | Yasin Öztekin  | Gençlerbirliği | svincolato           |
| C        | Moritz Leitner | Augusta        | prestito (150 000 €) |

## Organigramma societario
Area tecnica
- Allenatore: Jürgen Klopp
- Allenatore in seconda: Željko Buvač, Peter Krawietz
- Preparatore dei portieri: Wolfgang de Beer
- Preparatori atletici: Oliver Bartlett, Florian Wangler, Peter Kuhnt, Thorben Voeste, Thomas Zetzmann

## Risultati

### Bundesliga

#### Girone di andata
| Arbitro: | Meyer (Burgdorf) |

|  |           |                          |
|  | Marcatori | 19’ Barnetta 22’ Augusto |

| Arbitro: | Gagelmann (Brema) |

|           |           |                                            |
| Cacau 69’ | Marcatori | 5’ (aut.) Boulahrouz 26’ Barrios 37’ Götze |

| Arbitro: | Aytekin (Oberasbach) |

|                      |           |  |
| Şahin 50’ Kagawa 67’ | Marcatori |  |

| Arbitro: | Gräfe (Berlino) |

|               |           |                                 |
| Huntelaar 89’ | Marcatori | 20’, 58’ Kagawa 86’ Lewandowski |

| Arbitro: | Fritz (Korb) |

|                                                             |           |  |
| Barrios 31’, 87’ Großkreutz 38’ Hummels 65’ Lewandowski 75’ | Marcatori |  |

| Arbitro: | Stark (Ergolding) |

|              |           |                                |
| Hennings 25’ | Marcatori | 17’, 60’ Großkreutz 50’ Kagawa |

| Arbitro: | Meyer (Burgdorf) |

|                       |           |  |
| Barrios 51’ Şahin 60’ | Marcatori |  |

| Arbitro: | Perl (Pullach im Isartal) |

|              |           |                              |
| Podolski 82’ | Marcatori | 20’ Błaszczykowski 90’ Şahin |

| Arbitro: | Stark (Ergolding) |

|           |           |       |
| Silva 90’ | Marcatori | 9’ Ba |

| Arbitro: | Weiner (Giesen) |

|  |           |                       |
|  | Marcatori | 26’ Götze 67’ Barrios |

| Arbitro: | Brych (Monaco di Baviera) |

|  |           |                                                           |
|  | Marcatori | 11’ Kagawa 72’ Barrios 80’ Lewandowski 90’ Błaszczykowski |

| Arbitro: | Aytekin (Oberasbach) |

|                        |           |  |
| Kagawa 49’ Barrios 70’ | Marcatori |  |

| Arbitro: | Fritz (Korb) |

|                    |           |                                   |
| Hummels 27’ (aut.) | Marcatori | 75’ Lewandowski 78’ (aut.) Mujdža |

| Arbitro: | Gräfe (Berlino) |

|                                                   |           |          |
| Subotić 45’ Kagawa 52’ Großkreutz 76’ Barrios 88’ | Marcatori | 33’ Reus |

| Arbitro: | Weiner (Giesen) |

|  |           |                             |
|  | Marcatori | 23’ Hummels 88’ Lewandowski |

| Arbitro: | Meyer (Burgdorf) |

|                     |           |  |
| Şahin 9’ Kagawa 70’ | Marcatori |  |

| Arbitro: | Aytekin (Oberasbach) |

|            |           |  |
| Gkekas 87’ | Marcatori |  |

#### Girone di ritorno
| Arbitro: | Gagelmann (Brema) |

|              |           |                               |
| Kießling 80’ | Marcatori | 49’, 53’ Großkreutz 55’ Götze |

| Arbitro: | Brych (Monaco di Baviera) |

|           |           |                |
| Götze 43’ | Marcatori | 84’ Pogrebnjak |

| Arbitro: | Kircher (Rottenburg) |

|  |           |                                  |
|  | Marcatori | 2’ Barrios 40’ Şahin 70’ Hummels |

| Dortmund 4 febbraio 2011, ore 20:30 CET 21ª giornata | Borussia Dortmund | 0 – 0 referto | Schalke 04 | Signal Iduna Park (80 720 spett.)\| Arbitro: \| Weiner (Giesen) \| |
| Arbitro:                                             | Weiner (Giesen)   |               |            |                                                                    |

| Arbitro: | Meyer (Burgdorf) |

|             |           |            |
| Morávek 90’ | Marcatori | 82’ Bender |

| Arbitro: | Sippel (Monaco di Baviera) |

|                                |           |  |
| Barrios 39’ Gunesch 49’ (aut.) | Marcatori |  |

| Arbitro: | Gräfe (Berlino) |

|             |           |                                  |
| Gustavo 15’ | Marcatori | 9’ Barrios 18’ Şahin 60’ Hummels |

| Arbitro: | Perl (Pullach im Isartal) |

|                 |           |  |
| Lewandowski 44’ | Marcatori |  |

| Arbitro: | Drees (Münster-Sarmsheim) |

|              |           |  |
| Ibišević 63’ | Marcatori |  |

| Arbitro: | Brych (Monaco di Baviera) |

|            |           |               |
| Hummels 8’ | Marcatori | 89’ Slišković |

| Arbitro: | Gräfe (Berlino) |

|                                           |           |                |
| Götze 59’ Barrios 64’, 73’ Großkreutz 83’ | Marcatori | 56’ Abdellaoue |

| Arbitro: | Gagelmann (Brema) |

|                            |           |                    |
| van Nistelrooij 39’ (rig.) | Marcatori | 90’ Błaszczykowski |

| Arbitro: | Zwayer (Berlino) |

|                                          |           |  |
| Götze 23’ Lewandowski 43’ Großkreutz 78’ | Marcatori |  |

| Arbitro: | Stark (Ergolding) |

|              |           |  |
| Idrissou 36’ | Marcatori |  |

| Arbitro: | Schmidt (Stoccarda) |

|                             |           |  |
| Barrios 32’ Lewandowski 43’ | Marcatori |  |

| Arbitro: | Perl (Pullach im Isartal) |

|                          |           |  |
| Silvestre 5’ Pizarro 63’ | Marcatori |  |

| Arbitro: | Gagelmann (Brema) |

|                                  |           |          |
| Barrios 68’, 90’ Russ 72’ (aut.) | Marcatori | 46’ Rode |

### Coppa di Germania
| Arbitro: | Fritz (Korb) |

|  |           |                                       |
|  | Marcatori | 4’ Barrios 13’ Subotić 48’ Großkreutz |

| Arbitro: | Kircher (Rottenburg) |

|                                       |                      |                                  |
| Haas Feldhahn Kopilaš Rathgeber Mehic | Tiri di rigore 4 – 2 | Şahin Barrios Tallec Lewandowski |

### Europa League

#### Turni preliminari
| Arbitro: | Balaj |

|                                  |           |  |
| Kagawa 13’, 40’ Barrios 20’, 29’ | Marcatori |  |

| Arbitro: | Gumienny |

|  |           |             |
|  | Marcatori | 90’ Barrios |

#### Fase a gironi
| Arbitro: | Circhetta |

|                                          |           |                                             |
| Golodyuk 44’ Kopolovets 52’ Kozhanov 78’ | Marcatori | 12’ (rig.) Şahin 27’, 90’ Götze 87’ Barrios |

| Arbitro: | Dean |

|  |           |              |
|  | Marcatori | 45’ Cigarini |

| Arbitro: | Eriksson |

|                  |           |              |
| Şahin 50’ (rig.) | Marcatori | 87’ Chantôme |

| Parigi 4 novembre 2010, ore 21:05 CET 4ª giornata | Paris Saint-Germain | 0 – 0 referto | Borussia Dortmund | Parco dei Principi (26 204 spett.)\| Arbitro: \| Královec \| |
| Arbitro:                                          | Královec            |               |                   |                                                              |

| Arbitro: | Braamhaar |

|                                       |           |  |
| Kagawa 5’ Hummels 49’ Lewandowski 89’ | Marcatori |  |

| Arbitro: | Nikolaev |

|                         |           |                       |
| Romaric 31’ Kanouté 34’ | Marcatori | 4’ Kagawa 49’ Subotić |

## Statistiche

### Statistiche di squadra
| Competizione      | Punti | In casa | In casa | In casa | In casa | In casa | In casa | In trasferta | In trasferta | In trasferta | In trasferta | In trasferta | In trasferta | Totale | Totale | Totale | Totale | Totale | Totale | DR  |
| Competizione      | Punti | G       | V       | N       | P       | Gf      | Gs      | G            | V            | N            | P            | Gf           | Gs           | G      | V      | N      | P      | Gf     | Gs     | DR  |
| ----------------- | ----- | ------- | ------- | ------- | ------- | ------- | ------- | ------------ | ------------ | ------------ | ------------ | ------------ | ------------ | ------ | ------ | ------ | ------ | ------ | ------ | --- |
| Bundesliga        | 75    | 17      | 12      | 4       | 1       | 35      | 8       | 17           | 11           | 2            | 4            | 32           | 14           | 34     | 23     | 6      | 5      | 67     | 22     | +45 |
| Coppa di Germania | -     | 0       | 0       | 0       | 0       | 0       | 0       | 2            | 1            | 1            | 0            | 3            | 0            | 2      | 1      | 1      | 0      | 3      | 0      | +3  |
| Europa League     | -     | 4       | 2       | 1       | 1       | 8       | 2       | 4            | 2            | 2            | 0            | 7            | 5            | 8      | 4      | 3      | 1      | 15     | 7      | +8  |
| Totale            | -     | 21      | 14      | 5       | 2       | 43      | 10      | 23           | 14           | 5            | 4            | 42           | 19           | 44     | 28     | 10     | 6      | 85     | 29     | +56 |

### Andamento in campionato
| Giornata  | 1  | 2 | 3 | 4 | 5 | 6 | 7 | 8 | 9 | 10 | 11 | 12 | 13 | 14 | 15 | 16 | 17 | 18 | 19 | 20 | 21 | 22 | 23 | 24 | 25 | 26 | 27 | 28 | 29 | 30 | 31 | 32 | 33 | 34 |
| --------- | -- | - | - | - | - | - | - | - | - | -- | -- | -- | -- | -- | -- | -- | -- | -- | -- | -- | -- | -- | -- | -- | -- | -- | -- | -- | -- | -- | -- | -- | -- | -- |
| Luogo     | C  | T | C | T | C | T | C | T | C | T  | T  | C  | T  | C  | T  | C  | T  | T  | C  | T  | C  | T  | C  | T  | C  | T  | C  | C  | T  | C  | T  | C  | T  | C  |
| Risultato | P  | V | V | V | V | V | V | V | N | V  | V  | V  | V  | V  | V  | V  | P  | V  | N  | V  | N  | N  | V  | V  | V  | P  | N  | V  | N  | V  | P  | V  | P  | V  |
| Posizione | 16 | 8 | 6 | 3 | 2 | 2 | 2 | 1 | 2 | 1  | 1  | 1  | 1  | 1  | 1  | 1  | 1  | 1  | 1  | 1  | 1  | 1  | 1  | 1  | 1  | 1  | 1  | 1  | 1  | 1  | 1  | 1  | 1  | 1  |

Legenda:

Luogo: C = Casa; T = Trasferta. Risultato: V = Vittoria; N = Pareggio; P = Sconfitta.

### Statistiche dei giocatori
| Giocatore         | Bundesliga | Bundesliga | Bundesliga  | Bundesliga | Coppa di Germania | Coppa di Germania | Coppa di Germania | Coppa di Germania | Europa League | Europa League | Europa League | Europa League | Totale   | Totale | Totale      | Totale     |
| Giocatore         | Presenze   | Reti       | Ammonizioni | Espulsioni | Presenze          | Reti              | Ammonizioni       | Espulsioni        | Presenze      | Reti          | Ammonizioni   | Espulsioni    | Presenze | Reti   | Ammonizioni | Espulsioni |
| ----------------- | ---------- | ---------- | ----------- | ---------- | ----------------- | ----------------- | ----------------- | ----------------- | ------------- | ------------- | ------------- | ------------- | -------- | ------ | ----------- | ---------- |
| L. Barrios        | 32         | 16         | 3           | 0          | 2                 | 1                 | 0                 | 0                 | 7             | 4             | 1             | 0             | 41       | 21     | 4           | 0          |
| S. Bender         | 31         | 1          | 2           | 0          | 1                 | 0                 | 0                 | 0                 | 7             | 0             | 1             | 0             | 39       | 1      | 3           | 0          |
| J. Błaszczykowski | 29         | 3          | 0           | 0          | 1                 | 0                 | 0                 | 0                 | 7             | 0             | 0             | 0             | 37       | 3      | 0           | 0          |
| Dedê              | 4          | 0          | 0           | 0          | -                 | -                 | -                 | -                 | 1             | 0             | 0             | 0             | 5        | 0      | 0           | 0          |
| M. Feulner        | 6          | 0          | 0           | 0          | 1                 | 0                 | 0                 | 0                 | 2             | 0             | 0             | 0             | 9        | 0      | 0           | 0          |
| J. Focher         | -          | -          | -           | -          | -                 | -                 | -                 | -                 | -             | -             | -             | -             | -        | -      | -           | -          |
| D. Ginczek        | -          | -          | -           | -          | -                 | -                 | -                 | -                 | -             | -             | -             | -             | -        | -      | -           | -          |
| M. Götze          | 33         | 6          | 1           | 0          | 2                 | 0                 | 0                 | 0                 | 6             | 2             | 0             | 0             | 41       | 8      | 1           | 0          |
| K. Großkreutz     | 34         | 8          | 3           | 0          | 2                 | 1                 | 0                 | 0                 | 7             | 0             | 1             | 0             | 43       | 9      | 4           | 0          |
| M. Hornschuh      | -          | -          | -           | -          | -                 | -                 | -                 | -                 | -             | -             | -             | -             | -        | -      | -           | -          |
| M. Hummels        | 32         | 5          | 2           | 0          | 2                 | 0                 | 1                 | 0                 | 8             | 1             | 3             | 0             | 42       | 6      | 6           | 0          |
| S. Kagawa         | 18         | 8          | 2           | 0          | 2                 | 0                 | 0                 | 0                 | 8             | 4             | 1             | 0             | 28       | 12     | 3           | 0          |
| S. Kehl           | 6          | 0          | 1           | 0          | 1                 | 0                 | 0                 | 0                 | 2             | 0             | 0             | 0             | 9        | 0      | 1           | 0          |
| F. Kringe         | -          | -          | -           | -          | -                 | -                 | -                 | -                 | -             | -             | -             | -             | -        | -      | -           | -          |
| M. Langerak       | 1          | 0          | 0           | 0          | -                 | -                 | -                 | -                 | -             | -             | -             | -             | 1        | 0      | 0           | 0          |
| R. Lewandowski    | 33         | 8          | 4           | 0          | 2                 | 0                 | 0                 | 0                 | 8             | 1             | 1             | 0             | 43       | 9      | 5           | 0          |
| P. Owomoyela      | 6          | 0          | 1           | 0          | 1                 | 0                 | 1                 | 0                 | 3             | 0             | 0             | 0             | 10       | 0      | 2           | 0          |
| Ł. Piszczek       | 33         | 0          | 2           | 0          | 1                 | 0                 | 0                 | 0                 | 7             | 0             | 0             | 0             | 41       | 0      | 2           | 0          |
| D. Rangelov       | 1          | 0          | 0           | 0          | -                 | -                 | -                 | -                 | 1             | 0             | 0             | 0             | 2        | 0      | 0           | 0          |
| N. Şahin          | 30         | 6          | 4           | 0          | 2                 | 0                 | 0                 | 0                 | 8             | 2             | 0             | 0             | 40       | 8      | 4           | 0          |
| F. Santana        | 13         | 0          | 0           | 0          | -                 | -                 | -                 | -                 | -             | -             | -             | -             | 13       | 0      | 0           | 0          |
| M. Schmelzer      | 34         | 0          | 3           | 0          | 2                 | 0                 | 0                 | 0                 | 7             | 0             | 0             | 1             | 43       | 0      | 3           | 1          |
| A. Silva          | 22         | 1          | 1           | 0          | 1                 | 0                 | 0                 | 0                 | 4             | 0             | 0             | 0             | 27       | 1      | 1           | 0          |
| L. Sobiech        | -          | -          | -           | -          | -                 | -                 | -                 | -                 | -             | -             | -             | -             | -        | -      | -           | -          |
| M. Stiepermann    | 4          | 0          | 0           | 0          | -                 | -                 | -                 | -                 | -             | -             | -             | -             | 4        | 0      | 0           | 0          |
| N. Subotić        | 31         | 1          | 6           | 1          | 2                 | 1                 | 0                 | 0                 | 8             | 1             | 1             | 0             | 41       | 3      | 7           | 1          |
| D. Tallec         | -          | -          | -           | -          | 1                 | 0                 | 0                 | 0                 | 2             | 0             | 0             | 0             | 3        | 0      | 0           | 0          |
| R. Weidenfeller   | 33         | 0          | 4           | 0          | 2                 | 0                 | 0                 | 0                 | 8             | 0             | 0             | 0             | 43       | 0      | 4           | 0          |
| M. Zidan          | 8          | 0          | 0           | 0          | -                 | -                 | -                 | -                 | 1             | 0             | 0             | 0             | 9        | 0      | 0           | 0          |